# Pagan Altar
I Pagan Altar sono una band doom metal inglese fondata nel 1978 da Terry Jones e suo figlio Alan nel quartiere di Brockley a Londra.

## Storia
Insieme ai Witchfinder General, sono una delle poche band NWOBHM a suonare doom metal. I concerti della band sono caratterizzati da musica lunatica, epica e pesante, mescolata ad effetti scenici che sottolineano il loro interesse per le tematiche occulte.
L'unica uscita dei Pagan Altar dall'era NWOBHM era una demo indipendente, autoprodotta e omonima. Questa è stata poi ripubblicata come full-length ufficiale dalla Oracle Records nel 1998, con il titolo "Volume 1".
Il gruppo si è riformato nel 2004 per ri-registrare un album di materiale inedito che era stato scritto durante il loro mandato originale come band. L'album risultante, "Lords of Hypocrisy", ha ricevuto un'accoglienza positiva da parte dei fan, e nel 2006 è seguito un terzo album completo, intitolato "Mythical and Magical".
Nel 2008, i Pagan Altar sono stati i co-headliner del Festival "Metal Brew" a Mill Hill, insieme ai Cloven Hoof. Entrambe le band si sono esibite anche al Festival "British Steel IV" al Camden Underworld nel 2009. I Pagan Altar sono tornati a essere gli headliner del festival "British Steel V" nell'aprile 2011 e del festival "Live Evil" nell'ottobre 2011.
Nel 2012, hanno iniziato a lavorare al nuovo album "Never Quite Dead", in uno studio di registrazione appositamente costruito nel giardino sul retro della casa del cantante Terry Jones. La formazione del 2013 includeva Dean Alexander alla batteria, Vinny Konrad (Vince Hempstead) alla seconda chitarra e William Gallagher al basso.
Il 15 maggio 2015, il cantante Terry Jones è morto di cancro. La band aveva finito di registrare il loro nuovo album, giunto sua fase finale di mastering. Nel 2017, Alan Jones ha annunciato che intende ri-registrare parzialmente il disco poiché né lui né il defunto Terry Jones erano contenti del prodotto finito.

## Formazione
- Brendan Radigan – voce
- Alan Jones – chitarra, voce
- Diccon Harper – basso
- Andy Green – batteria

## Discografia

### Album
- Judgement of the Dead (1982)
- Lords of Hypocrisy (2004)
- Mythical and Magical (2006)
- Room of Shadows (2017)
- The Story of Pagan Altar (2021)

### EP
- The Time Lord (2004, rimasterizzato nel 2012)

### Demo
- Pagan Altar (1982)